# Наборово
Наборово (пол. Naborowo) — село в Польщі, у гміні Залуський Плонського повіту Мазовецького воєводства.
Населення — 260 осіб (2011).
У 1975-1998 роках село належало до Цехановського воєводства.

## Демографія
Демографічна структура станом на 31 березня 2011 року:
|          | Загалом | Допрацездатний вік | Працездатний вік | Постпрацездатний вік |
| -------- | ------- | ------------------ | ---------------- | -------------------- |
| Чоловіки | 135     | 32                 | 87               | 16                   |
| Жінки    | 125     | 21                 | 75               | 29                   |
| Разом    | 260     | 53                 | 162              | 45                   |